# Montes Rokkō
Monte Rokkō (六甲山 Rokkō-san?) es un grupo de montañas localizadas en la p, Japón. Esta montaña es una de las 50 montañas de Hyōgo, de las 100 montañas de Kinki, y también una de las 300 montañas más famosas de Japón.

## Contorno

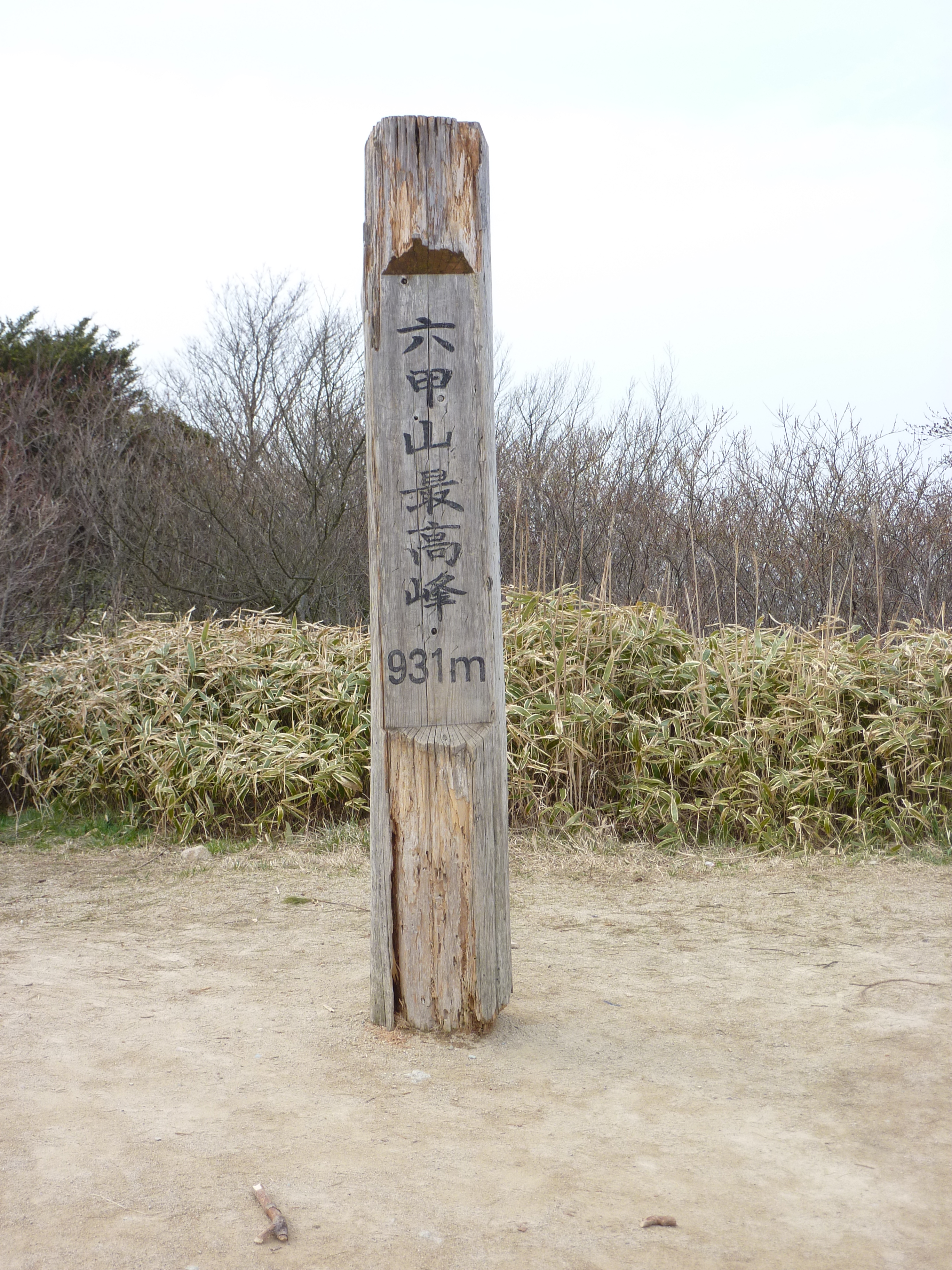
Marcador en el pico más alto del monte Rokkō.

No es una sola montaña o pico llamado "Rokkō." El mayor pico del monte Rokko es llamado Rokkō-Saikōhō (六甲最高峰?), literalmente, el mayor pico del monte Rokkō. El monte se extiende desde el Parque Sumaura en la parte final este de Kobe, hasta Takarazuka, y la longitud de la montaña es de unos 56km. El punto más alto se sitúa a 931m. El monte Rokko incluye el monte Maya, el monte Kabutoyama, el monte Iwahara y el monte Iwakura.
Hoy, el área del monte Rokkō es el centro de una popular área turística y de hípica para la gente del área metropolitana de Kansai. Monte Rokkō es un símbolo de Kobe y Osaka.

## Historia
Arthur Hasketh Groom abrió el primer campo de golf en Japón, el.Club de Golf Kobe, en el monte Rokko en 1903.

## Puntos de interés
- Rokkō Alpine Botanical Garden
- Nunobiki Herb Garden
- Nunobiki Falls

## Nombre Trivial
Durante muchos años, las lentes hechas por las empresas de cámaras Minolta fueron llamadas "Rokkor", el nombre trivial de esta montaña, donde la compañía se localizaba.

## Acceso
- Estación Rokkō Sanjō del Teleférico Rokkō
- Parada de Autobús Kinenhidai del Autobús Hankyu
- Estación Hoshi no Eki  del Tren Maya

## Gallería

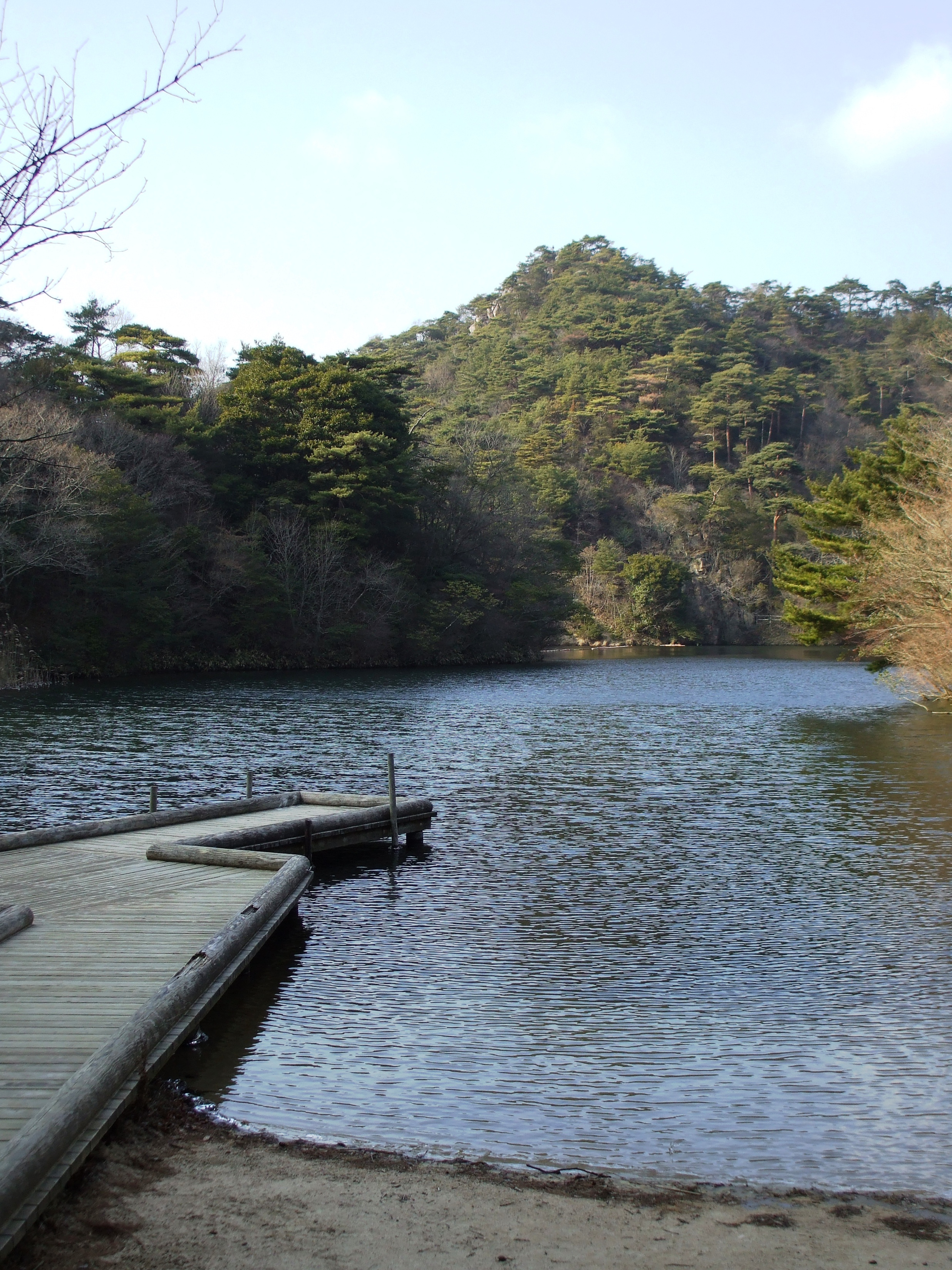
Lago Hotaka
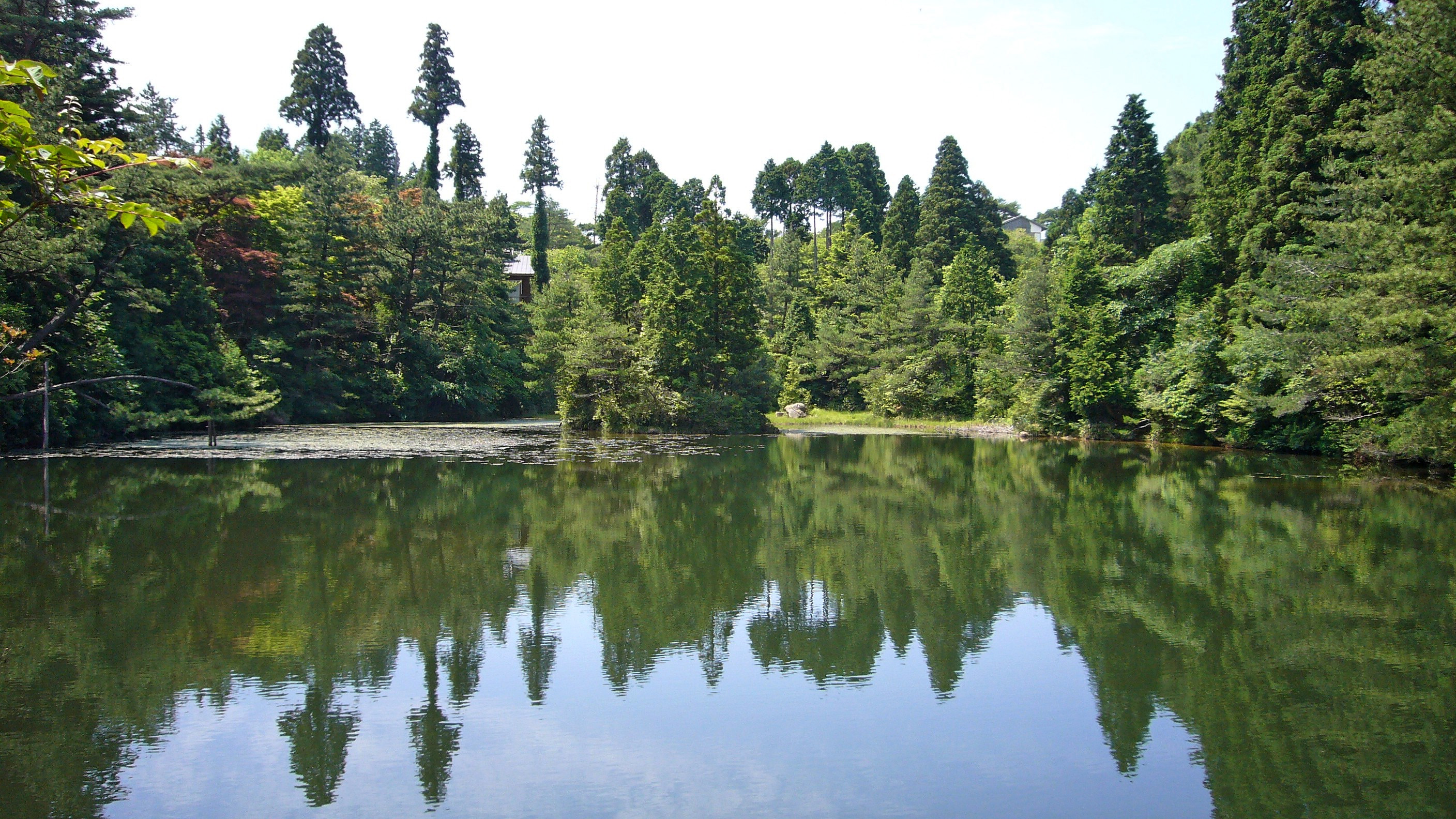
Lago Mikuni
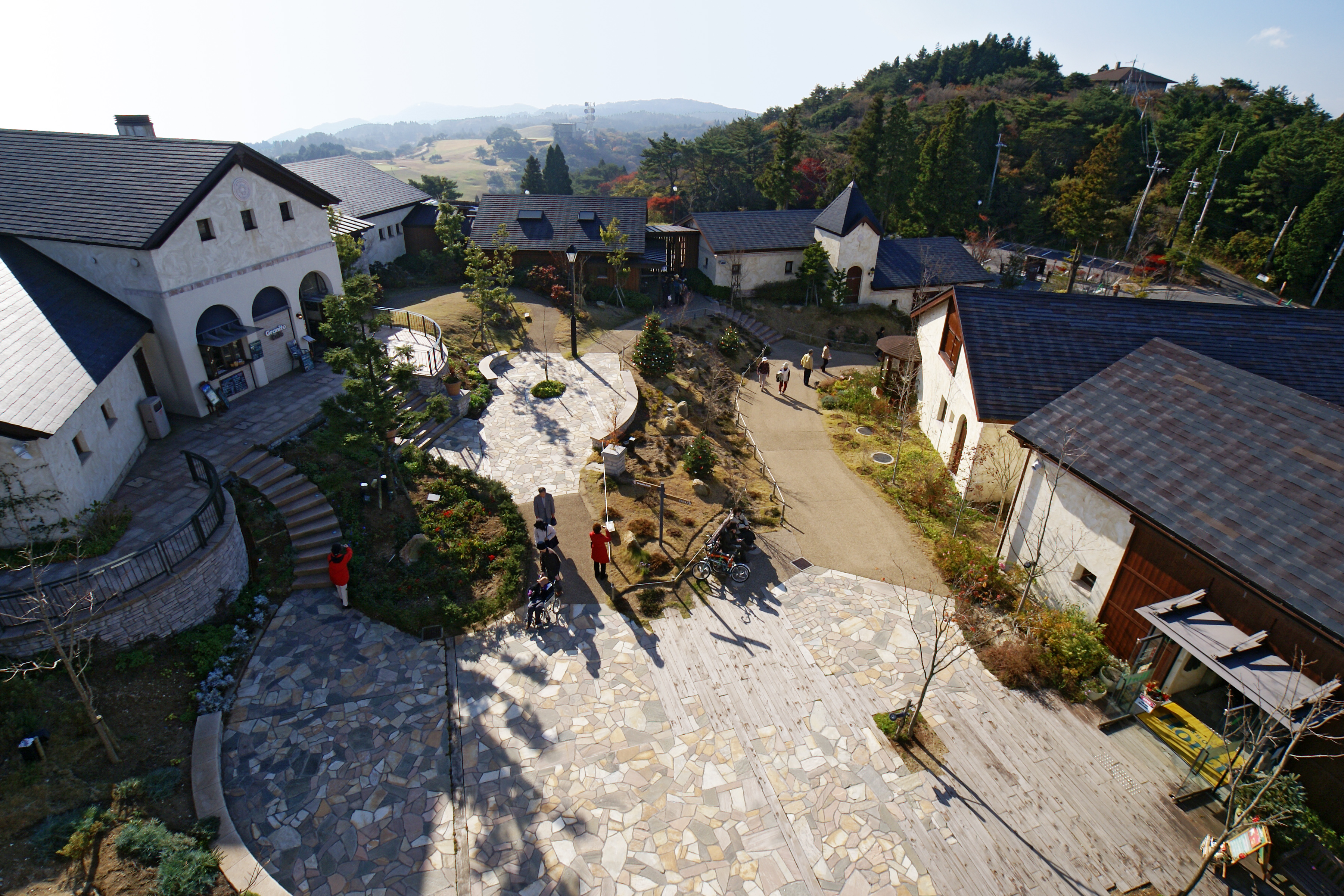
Jardín Terraza Rokko
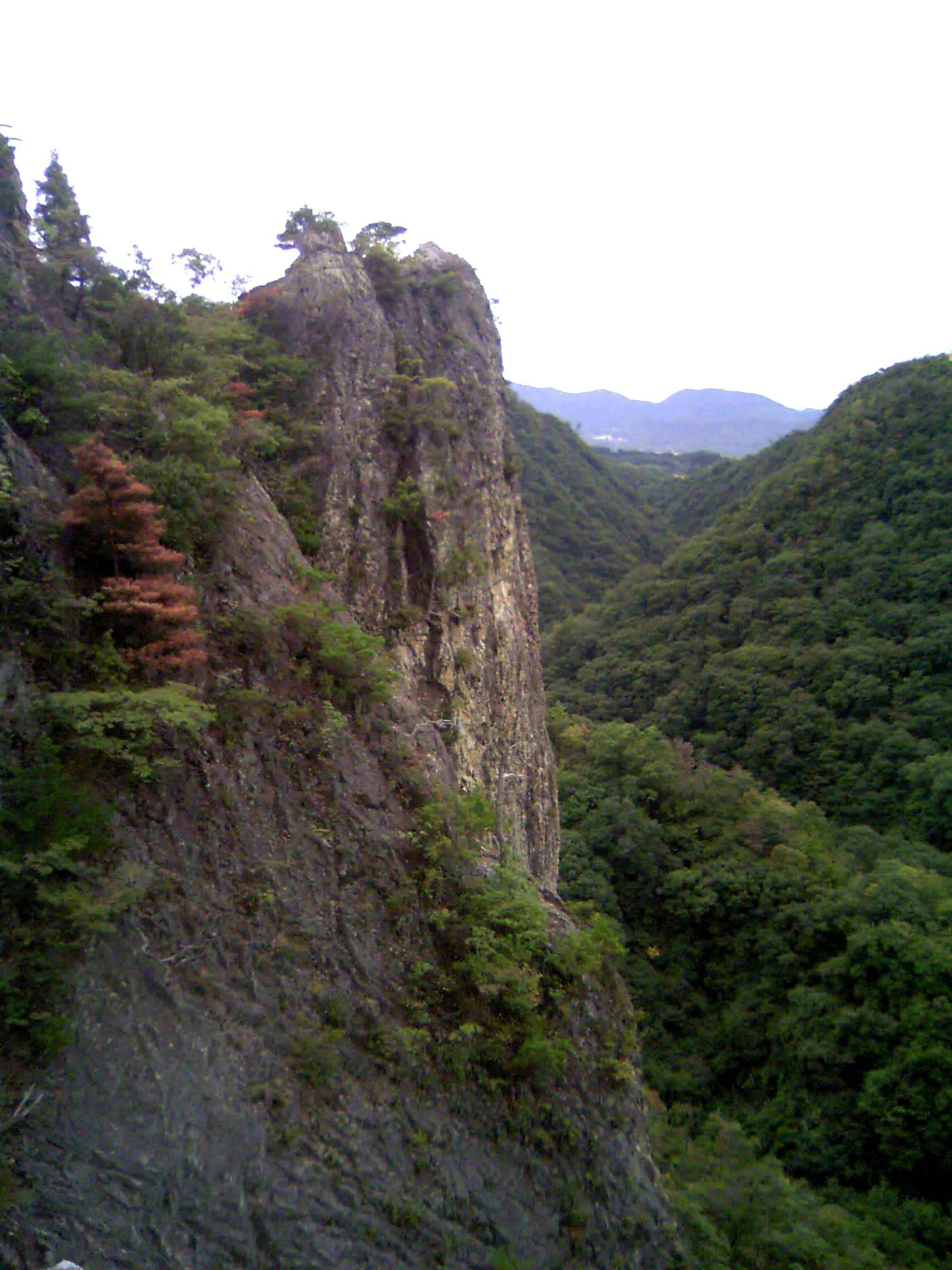
Kamakura Valley
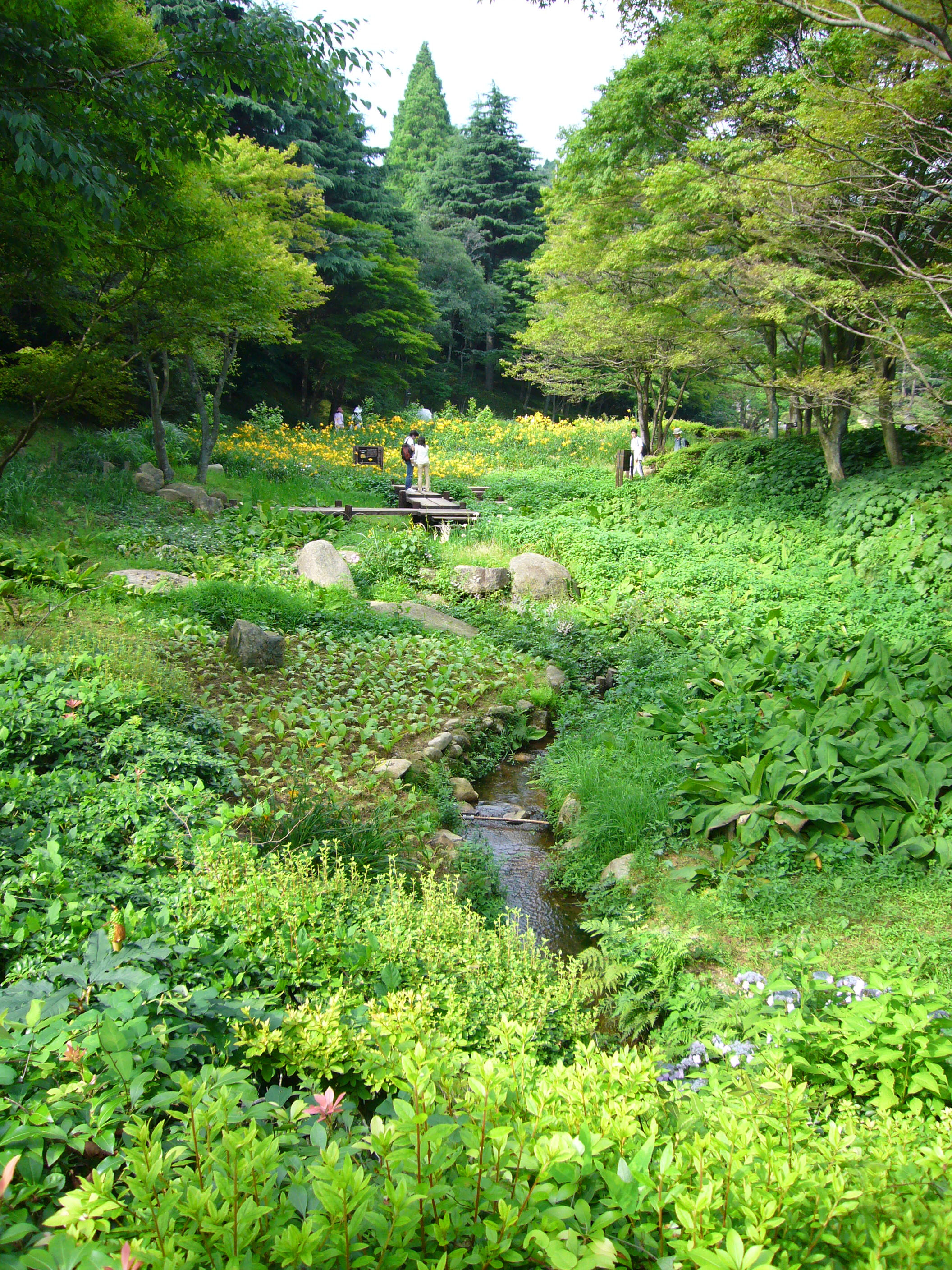
Jardín botánico alpino de Rokkō
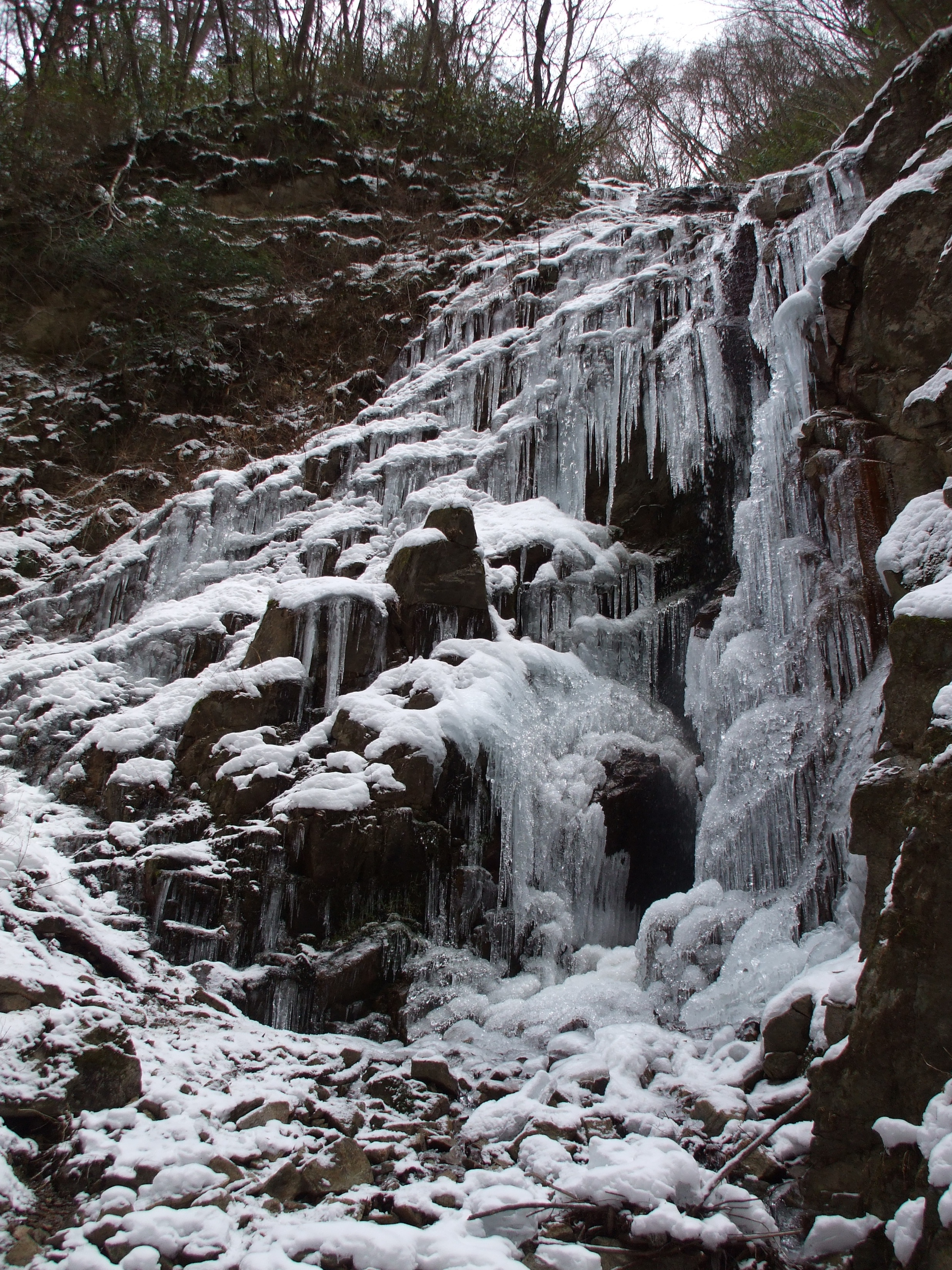
Cascadas heladas de Nanamagari
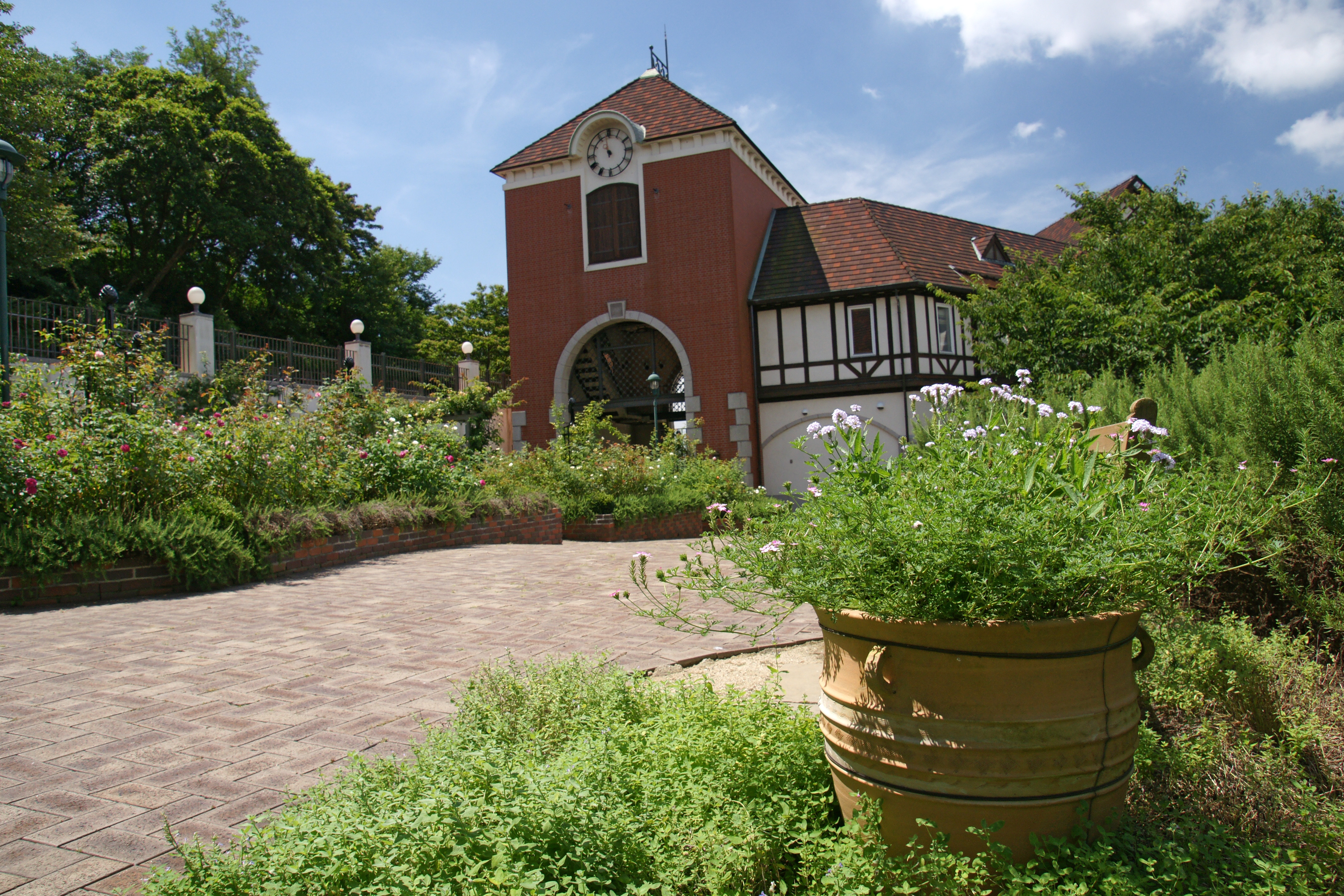
Jardín Herbológico de Nunobiki
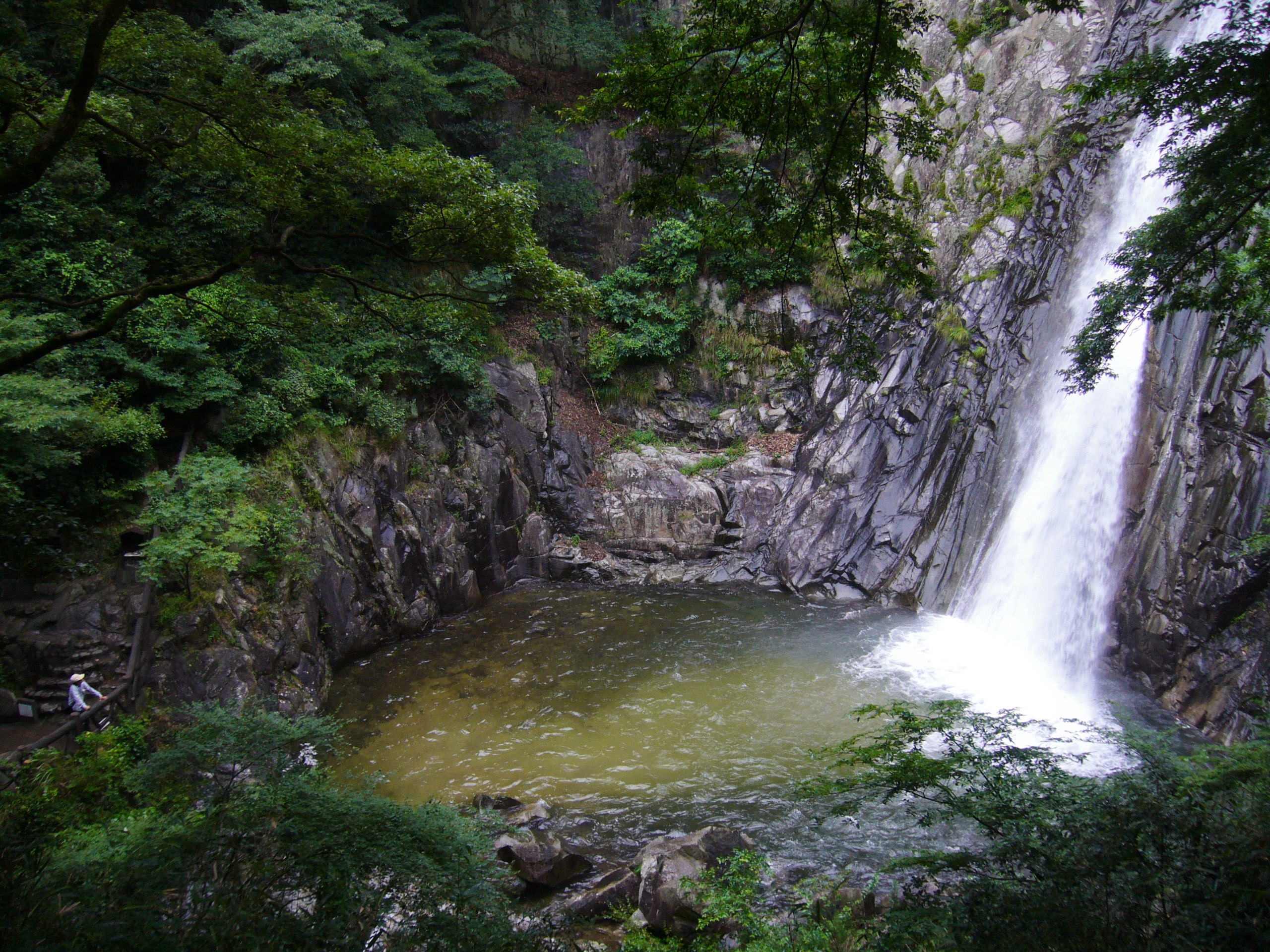
Cascadas Nunobiki